# El mundo sigue
 (avril 2024).
La mise en forme du texte ne suit pas les recommandations de Wikipédia : il faut le « wikifier ».
Les points d'amélioration suivants sont les cas les plus fréquents. Le détail des points à revoir est peut-être précisé sur la page de discussion.
- Les titres sont pré-formatés par le logiciel. Ils ne sont ni en capitales, ni en gras.
- Le texte ne doit pas être écrit en capitales (les noms de famille non plus), ni en gras, ni en italique, ni en « petit »…
- Le gras n'est utilisé que pour surligner le titre de l'article dans l'introduction, une seule fois.
- L'italique est rarement utilisé : mots en langue étrangère, titres d'œuvres, noms de bateaux, etc.
- Les citations ne sont pas en italique mais en corps de texte normal. Elles sont entourées par des guillemets français : « et ».
- Les listes à puces sont à éviter, des paragraphes rédigés étant largement préférés. Les tableaux sont à réserver à la présentation de données structurées (résultats, etc.).
- Les appels de note de bas de page (petits chiffres en exposant, introduits par l'outil «  Source ») sont à placer entre la fin de phrase et le point final[comme ça].
- Les liens internes (vers d'autres articles de Wikipédia) sont à choisir avec parcimonie. Créez des liens vers des articles approfondissant le sujet. Les termes génériques sans rapport avec le sujet sont à éviter, ainsi que les répétitions de liens vers un même terme.
- Les liens externes sont à placer uniquement dans une section « Liens externes », à la fin de l'article. Ces liens sont à choisir avec parcimonie suivant les règles définies. Si un lien sert de source à l'article, son insertion dans le texte est à faire par les notes de bas de page.
- La présentation des références doit suivre les conventions bibliographiques. Il est recommandé d'utiliser les modèles {{Ouvrage}}, {{Chapitre}}, {{Article}}, {{Lien web}} et/ou {{Bibliographie}}. Le mode d'édition visuel peut mettre en forme automatiquement les références.
- Insérer une infobox (cadre d'informations à droite) n'est pas obligatoire pour parachever la mise en page.

Pour une aide détaillée, merci de consulter Aide:Wikification.
Si vous pensez que ces points ont été résolus, vous pouvez retirer ce bandeau et améliorer la mise en forme d'un autre article.
Pour plus de détails, voir Fiche technique et Distribution.
El mundo sigue (litt.: Le monde continue) est un film mélodramatique de la nouvelle vague espagnole réalisé et écrit par Fernando Fernán Gómez, sorti en 1965. Le scénario du film est basé sur le roman de Juan Antonio de Zunzunegui (es). Il est considéré comme le « film maudit » de Fernando Fernán Gómez car il a eu des problèmes avec la censure franquiste.

## Synopsis
Ce mélodrame reflète la pauvreté et la misère morale dans lesquelles vivent certains Espagnols à l'époque franquiste : impossible à la plupart des personnages de prospérer honnêtement. Cela donne un portrait pathétique mais réaliste de l'amoralisme d'une société qui a renoncé aux principes catholiques nationaux. L'adultère, l'avortement, l'ambition, la violence, la faim et la maltraitance des femmes ne sont que quelques-uns des thèmes abordés par le film et qui reflètent, à tout moment, l'injustice qui règne dans un monde sans pitié, déjà en vigueur depuis l'époque de Fray Luis de Granada (XVIe siècle), comme on peut le voir au début du film, par la citation de son livre intitulé Guide des pécheurs mise en exergue au début du film. C’est la condition de l’homme qui nie les principes chrétiens promus par le régime.
Le film, se déroule dans les années 1960 au cœur du quartier madrilène de Maravillas et Malasaña, où vit la famille protagoniste, composée d'Eloísa, une épouse dévouée et une mère efficace, et de son mari, un garde municipal plus autoritaire à la maison que dans la rue et qui devient parfois incontrôlable. Leur fils est un homme sage qui a quitté le séminaire peu de temps avant de devenir prêtre et qui passe sa vie à étudier et à prier pour expier les péchés de sa famille. Leurs filles au contraire ont des caractères opposés, et à la moindre contrariété se frappent et se menacent de mort. Le film met en scène avant tout la rivalité caïnite et la haine entre sœurs, leur obsession aveugle pour l'argent et le luxe, leur orgueil, l'envie étant le thème principal qui constitue le moteur de l'intrigue, ce qui se termine par une tragédie.
Les extérieurs de la maison familiale des sœurs sont situés sur la Plaza de Chueca.

## Fiche technique
- Titre original espagnol : El mundo sigue
- Réalisation : Fernando Fernán Gómez
- Scénario : Fernando Fernán Gómez
- Production : Ada Films
- Photographie : Emilio Foriscot[1]
- Format d'image : Noir et blanc[1]
- Pays de production :  Espagne
- Genre : Mélodrame
- Durée : 121 min
- Date de sortie :
  - Espagne: 10 juillet 1965

## Distribution
- Lina Canalejas : Eloísa, "Elo"
- Gemma Cuervo : Luisita
- Fernando Fernán Gómez : Faustino
- Milagros Leal (es) : doña Eloísa, la mère
- Agustín González : don Andrés
- Francisco Pierrá (es) : don Agapito, le père
- José Morales : Rodolfo
- María Luisa Ponte : La Alpujarreña
- Fernando Guillén : Rafa
- José María Caffarel : Julito
- Pilar Bardem : Maruja
- Marisa Paredes : Floren
- José Calvo : Don Francisco

## Réception controversée

### Un film censuré
Le film est une adaptation du roman El mundo sigue de 1960 de l'auteur, phalangiste et membre de l'Académie royale espagnole (RAE), Juan Antonio de Zunzunegui Ce roman dépeint une vision sombre de la société madrilène. Zunzunegui est, selon Fernán Gómez, « l'écrivain qui illustre le mieux l'énorme échec politique de l'après-guerre espagnole ». Malgré la connaissance de l'auteur original, le scénario fut interdit par la censure de l'État, et dut attendre un remaniement ministériel (de Gabriel Arias-Salgado à Manuel Fraga) pour être repris, après quelques modifications. Le film a été produit par pour Ada Films. Le tournage a eu lieu en 1963. Le film a reçu une note négative C par le comité de censure (sur la base de ses valeurs esthétiques prétendument médiocres), mettant en péril sa distribution commerciale. Plutôt qu'une interdiction pure et simple de distribution, la sortie du film a été restreinte, avec la première du film au Cine Buenos Aires de Bilbao le 10 juillet 1965 pour Nueva Films. Le film a été réédité le 15 juillet 2015 par A Contracorriente Films dans 15 villes espagnoles. 

### La critique
Mirito Torreiro de Fotogramas a attribué au film 5 étoiles sur 5, le considérant comme « l'un des portraits moraux les plus terrifiants et impitoyables de l'Espagne franquiste jamais réalisé par le cinéma espagnol ».